# Wettsteinsiek
Das Naturschutzgebiet Wettsteinsiek liegt auf dem Gebiet der Gemeinde Extertal im Kreis Lippe in Nordrhein-Westfalen.

## Lage
Das Gebiet erstreckt sich nordöstlich von Bösingfeld, einem Ortsteil von Extertal. Südlich des Gebietes verläuft die Landesstraße 861 und östlich die Landesgrenze zu Niedersachsen.

## Bedeutung
Das etwa 44,6 Hektar große Gebiet mit der Schlüssel-Nummer LIP-080 steht seit dem Jahr 2007 unter Naturschutz.